# تپه سرخدم لکی
تپه سرخدم لکی مربوط به سدهٔ ۵ تا ۷ ه.ق است و در شهرستان کوهدشت، روستای سرخدم واقع شده و این اثر در تاریخ ۲۵ اسفند ۱۳۷۹ با شمارهٔ ثبت ۳۶۳۸ به‌عنوان یکی از آثار ملی ایران به ثبت رسیده است.